# Гленко (Кентуккі)
Гленко (англ. Glencoe) — місто (англ. city) в США, в окрузі Ґаллатін штату Кентуккі. Населення — 350 осіб (2020).

## Географія
Гленко розташоване за координатами 38°43′30″ пн. ш. 84°49′24″ зх. д. / 38.72500° пн. ш. 84.82333° зх. д. (38.724990, -84.823276).  За даними Бюро перепису населення США в 2010 році місто мало площу 4,60 км², з яких 4,57 км² — суходіл та 0,03 км² — водойми.

## Демографія
Згідно з переписом 2010 року, у місті мешкало 360 осіб у 142 домогосподарствах у складі 94 родин. Густота населення становила 78 осіб/км².  Було 157 помешкань (34/км²).
Расовий склад населення:
| - 97,8 % — білих - 0,3 % — корінних американців - 0,3 % — чорних або афроамериканців |

До двох чи більше рас належало 0,8 %. Частка іспаномовних становила 1,9 % від усіх жителів.
За віковим діапазоном населення розподілялося таким чином: 26,4 % — особи молодші 18 років, 58,9 % — особи у віці 18—64 років, 14,7 % — особи у віці 65 років та старші. Медіана віку мешканця становила 38,2 року. На 100 осіб жіночої статі у місті припадало 111,8 чоловіків;  на 100 жінок у віці від 18 років та старших — 102,3 чоловіків також старших 18 років.
Середній дохід на одне домашнє господарство  становив 50 206 доларів США (медіана — 49 583), а середній дохід на одну сім'ю — 52 792 долари (медіана — 51 458). За межею бідності перебувало 22,3 % осіб, у тому числі 41,1 % дітей у віці до 18 років та 8,7 % осіб у віці 65 років та старших.
Цивільне працевлаштоване населення становило 206 осіб. Основні галузі зайнятості: виробництво — 19,9 %, будівництво — 15,0 %, мистецтво, розваги та відпочинок — 12,1 %, транспорт — 11,7 %.